# A Night on the Town
A Night on the Town es el séptimo álbum de estudio del cantante británico de rock Rod Stewart, publicado en 1976 por Riva Records en el Reino Unido y por Warner Bros. Records en los Estados Unidos. En esencia es igual a Atlantic Crossing del año anterior, ya que continúa con el mismo sonido entre el rock y el soft rock, como también participan los mismos músicos.
Su proceso de grabación se realizó entre diciembre de 1975 y abril de 1976 en los Cherokee Recordings Studios de Hollywood. Sin embargo «The First Cut is Deepest» —original de Cat Stevens— se grabó en los estudios Muscle Shoals Sound en Alabama.

## Recepción comercial y promoción
Hasta ese momento fue el disco más exitoso en cuanto a su posicionamiento en las listas como en ventas, superando a Every Picture Tells a Story de 1971. Debutó en el primer puesto en los UK Albums Chart del Reino Unido, donde fue certificado con disco de platino luego de superar las 300 000 copias vendidas. Por su parte en los Estados Unidos, alcanzó el segundo lugar de la lista Billboard 200 y en 1984 había vendido más de 2 millones de ejemplares, equivalente a doble disco de platino. De igual manera obtuvo el primer lugar en varias listas mundiales como la canadiense, australiana y sueca por mencionar algunas.
Por otro lado fueron lanzados tres canciones como sencillos siendo «Tonight's the Night (Gonna Be Alright)» el más exitoso de ellos, ya que se posicionó en el primer lugar en los Billboard Hot 100 y en noviembre de 1976 recibió disco de oro por la RIAA, por vender más de 500 000 copias.

## Lista de canciones
| N.º | Título                                            | Escritor(es)                    | Duración |  |
| 1.  | «Tonight's the Night (Gonna Be Alright)»          | Stewart                         | 3:54     |  |
| 2.  | «The First Cut is Deepest» (cover de Cat Stevens) | Cat Stevens                     | 4:31     |  |
| 3.  | «Fool for You»                                    | Stewart                         | 3:39     |  |
| 4.  | «The Killing of Georgie (Part I and II)»          | Stewart                         | 6:28     |  |
| 5.  | «The Balltrap»                                    | Stewart                         | 4:37     |  |
| 6.  | «Pretty Flamingo» (cover de Manfred Mann)         | Mark Barkan                     | 3:27     |  |
| 7.  | «Big Bayou» (cover de Gib Guilbeau)               | Gib Guilbeau                    | 3:54     |  |
| 8.  | «The Wild Side of Life» (cover de Hank Thompson)  | Arlie Carter, William Warren    | 5:09     |  |
| 9.  | «Trade Winds»                                     | Ralph MacDonald, William Salter | 5:16     |  |

## Posición y certificación
| País           | Lista                 | Posición |
| -------------- | --------------------- | -------- |
| Reino Unido    | UK Albums Chart       | 1        |
| Canadá         | Canadian Albums Chart | 1        |
| Suecia         | Sverigetopplistan     | 1        |
| Noruega        | VG-lista              | 1        |
| Australia      | ARIA Charts           | 1        |
| Nueva Zelanda  | RIANZ Charts          | 1        |
| Estados Unidos | Billboard 200         | 2        |
| Países Bajos   | MegaCharts            | 5        |
| Japón          | Japan Albums Chart    | 23       |
| Alemania       | Media Control Charts  | 29       |

| País         | Lista (1976)    | Posición |
| ------------ | --------------- | -------- |
| Reino Unido  | UK Albums Chart | 4        |
| Países Bajos | MegaCharts      | 46       |

### Certificaciones
| País           | Organismo certificador | Certificación       | Ventas certificadas | Ref.   |
| -------------- | ---------------------- | ------------------- | ------------------- | ------ |
| Estados Unidos | RIAA                   | 2x Doble platino    | 2 000               | [ 7 ]  |
| Australia      | ARIA                   | 6x Séxtuple platino | 420 000             | [ 18 ] |
| Canadá         | CRIA                   | 2x Doble platino    | 200 000             | [ 19 ] |
| Reino Unido    | BPI                    | Platino             | 300 000             | [ 5 ]  |

## Músicos
- Rod Stewart: voz
- Steve Cropper, Fred Tackett, J. David, Willie Weeks, Joe Walsh, David Lindley: guitarra
- Donald Dunn, Bob Glaub, David Hood, Willie Weeks, Leland Sklar: bajo
- John Jarvis, Barry Beckett, David Foster, J. Smith: teclados
- Roger Hawkins, Al Jackson, Andy Newmark: batería
- Tommy Vig, Joe Lala: percusión
- Tower of Power: trompeta, trombón y saxofón
- Jerry Jumonville, Plas Johnson: saxofón tenor